# Amblymora elongata
Amblymora elongata là một loài bọ cánh cứng trong họ Cerambycidae.